# Municipio de Haddam
El municipio de Haddam (en inglés: Haddam Township) es un municipio ubicado en el condado de Washington en el estado estadounidense de Kansas. En el año 2010 tenía una población de 155 habitantes y una densidad poblacional de 1,67 personas por km².

## Geografía
El municipio de Haddam se encuentra ubicado en las coordenadas 39°52′43″N 97°18′15″O / 39.87861, -97.30417. Según la Oficina del Censo de los Estados Unidos, el municipio tiene una superficie total de 93.04 km², de la cual 92,84 km² corresponden a tierra firme y (0,21 %) 0,19 km² es agua.

## Demografía
Según el censo de 2010, había 155 personas residiendo en el municipio de Haddam. La densidad de población era de 1,67 hab./km². De los 155 habitantes, el municipio de Haddam estaba compuesto por el 98,06 % blancos, el 0,65 % eran amerindios y el 1,29 % eran de una mezcla de razas. Del total de la población el 1,29 % eran hispanos o latinos de cualquier raza.